# 이혼 (고려)
이혼(李混, 1252년 ~ 1312년)은 고려 후기의 문신이다. 초명은 이자분(李子芬), 자는 거화(去華) 혹은 태초(太初), 호는 몽암(蒙菴), 본관은 전의(全義)이다.

## 생애
1268년(원종 9) 17세로 과거에 급제해 광주참군(廣州叅軍)으로 임명되었고, 내직으로 들어와서는 국학학정(國學學正)으로 보임되었다.
1278년(충렬왕 3) 비칙치(必闍赤)가 처음 설치되고 여기에 14명이 임명되었는데, 당시 천우위녹사(千牛衛錄事)였던 이혼도 그 중 한 명이었다.
이듬해 우정언(右正言)을 역임했고, 이후 이혼으로 개명했다.
1287년(충렬왕 13) 첨의사인(僉議舍人)·우부승지(右副承旨)에 임명되었고, 1289년(충렬왕 15) 국자시(國子試)의 시험관으로서 김승인(金承印), 최운(崔雲) 등 70명을 선발하였다.
1291년(충렬왕 17) 좌부승지(左副承旨), 1292년(충렬왕 18) 부지밀직사사(副知密直司事)·문한학사승지(文翰學士承旨)로 승진하였으며, 1293년(충렬왕 19) 외직으로 나가 서북면도지휘사(西北面都指揮使)가 되었다가 1295년(충렬왕 21) 동지밀직사사(同知密直司事)로 올랐다.
당시 충렬왕(忠烈王)이 탐라(耽羅)의 민호(民戶)를 편성해 내고(內庫)에 예속시키려고 하였다가 이혼이 불가함을 극력 주장하자 왕이 불쾌하게 여기던 차였는데, 왕의 총신들이 지방으로 출장 가 백성들을 들볶는 일이 많아지자 도당(都堂)에서 이렇게 건의했다.
| “ | 서북쪽 사람들은 성질이 난폭하고 사납기 때문에 왕명이라 핑계하고 그들을 들볶아서는 아니 됩니다. 이제부터는 도평의사(都評議司) 명의의 공문을 내려 도지휘사(都指揮使)도 일을 처리할 수 있게 해야 할 것입니다. 역리(驛吏)들이 도망쳐 버리는 것은 바로 운송이 번다하기 때문이니 관리를 보내어 일을 줄여 주어야 합니다. 요사이 왕명을 핑계되고 출장가는 사자들이 끊이지 않아 백성들이 피해를 보고 있으니 도평의사를 경유해 역마를 사용하는 권한을 지급받은 뒤에 가도록 해야 합니다. | ” |

이에 왕의 총신들이 반감을 품고 충렬왕에게 호소하자, 노한 충렬왕이 순마관(巡馬官)에게 명해 당리(堂吏) 이우(李紆)를 잡아 그 의견을 제일 먼저 내놓은 관리가 누군지 묻게 했다.
이우가 전적으로 자신이 행한 것이라고 하자 충렬왕이 더욱 노해 만호(萬戶) 고종수(高宗秀)를 시켜 반드시 진상을 밝히게 했다.
혹독한 고문을 당한 이우가 거짓으로 자복해 이혼을 지목하자, 충렬왕은 이혼을 수감하고 이듬해에 결국 파직시켜 버렸다.
1297년(충렬왕 23) 지밀직사사(知密直司事)·세자원빈(世子元賓)으로 기용되고, 1298년(충선왕 즉위년) 검교사공(檢校司空)·서경유수(西京留守)·평양부윤(平壤府尹)을 거쳐 밀직사사(密直司使)·전조판서(銓曹判書)·집현전 대학사(集賢殿大學士)·수국사(修國史)로 승진했으나 충렬왕이 복위한 후인 1299년(충렬왕 25) 파직되었으며, 1303년(충렬왕 29) 다시 지밀직사사로 기용되고 이듬해 판밀직사사(判密直司事)로 승진했으나 또 파직되었다.
1307년(충렬왕 33) 왕유소(王惟紹)와 송방영(宋邦英)이 처형되고 충선왕(忠宣王)이 국정을 장악하게 되자 도첨의시랑찬성사(都僉議侍郞贊成事)·판밀직사사로 임명되었다가, 원나라에 있는 충선왕에 의해 하정사(賀正使)가 되어 불러들여지고 함께 관리 선발의 방식에 대해 의논한 후 관제를 개정했다.
이에 따라 밀직(密直)·중방(重房)·내시(內侍) 등 3관(官)과 5군(軍)이 모두 없어지자 실직자들이 그를 크게 원망했다.
이혼이 최균(崔鈞)·김원구(金元具)·권준(權準)과 함께 충선왕이 정한 관제와 그에 대한 원나라 재상들의 의견서를 가지고 원나라에서 돌아오자 마침 재추(宰樞)들이 자운사(慈雲寺)에서 회동했는데, 어떤 사람이 익명의 투서를 넣으니 이혼이 크게 부끄러워하였다.
| “ | 중호(中護) 이혼이 심양왕(瀋陽王, 충선왕)을 찾아가 관리 선발법에 대하여 의논한 후 두 아들을 승진 발탁하였으며 그 외에 천거한 것도 대부분이 친척과 친구들이었다. 왕을 속이고 사사로이 일을 처리한 것이니 그들을 임용해서는 안 된다. | ” |

충선왕이 귀국하자 국사를 모두 예문관(藝文館)에서 보고하게 한 후 이혼을 대사백(大詞伯)으로 임명하고 벽상삼한(壁上三韓)으로 승진시켰다.
그러나 얼마 못가 숙비(淑妃)의 모함을 받아 회주목사(淮州牧使)로 폄출되었다가 다시 예주목사(禮州牧使)로 폄출되었으며 뒤에 소환되어 도첨의정승(都僉議政丞)을 끝으로 관직에서 물러났다.
1312년(충선왕 복위 4) 61세로 졸하자 문장(文莊)이란 시호를 받았다.

## 성품
성품이 관대하고 후덕했으나, 오랫동안 관리의 선발과 임명을 맡아보면서 성품이 청렴하지 않았기 때문에 재산이 풍부했다.
재물을 마구 뿌리면서 손님 맞기를 즐겼고 거문고와 바둑을 좋아했으며, 성 남쪽에 복산장(福山莊)이라는 별장을 마련해 두고 자주 왕래했다.

## 일화
- 충선왕이 측근들에게 이렇게 말한 일이 있었다.

| “ | 신하들의 절조가 점점 옛날보다 못해지고 있다. 옛날 이혼과 윤보(尹珤)가 관리의 선발과 임명을 맡고 있을 때 과인이 이혼의 동생 이자화(李子華)를 행수(行首)로 삼으려고 하자 이혼은 ‘전하께서 저를 부족한 자로 여기지 않으시고 황공하옵게도 전조(銓曹)를 맡겨 주신 터에, 또 저의 동생마저 행수로 임명하신다면 사람들이 저에게 무어라고 하겠습니까.’ 하며 반대했다. 또한 윤보의 아들 윤안비(尹安庇)를 권무(權務)로 삼자 윤보도 ‘저의 아들은 나이가 어린데다 저 또한 관리의 선발과 임명을 맡고 있으니 감히 관직을 받을 수 없습니다.’라고 두 번 세 번 굳이 사양하였다. 그런데 지금 그 일을 맡은 자들은 좋은 관직에 먼저 자기 친척을 임명하면서 내가 그것을 알지도 못하게 하는 판이니 어찌 사양을 하겠는가? 이것은 날이 갈수록 염치와 올바른 도리가 사라지기 때문이다. | ” |

- 이혼은 한 때 정해(鄭瑎)·윤보와 함께 정방(政房)에 있으면서 서로 밀어주는 사이였는데, 어느 날 세 사람이 서로 오래 사귀었으니 각자의 허물을 일러주기로 했다. 이혼이 정해에게 “사람들은 그대가 교묘히 처신한다고 말한다.”고 한 후 윤보에게는 “사람들은 그대가 자존심이 강하다고 하니 고쳐야 한다.”고 말했다. 그러자 정해가 이혼더러 “사람들은 그대가 청렴하지 못하다고 하는데 정말 그러한가?”라고 반문했다.[2]

## 기타
시문(詩文)이 맑고도 통창했는데, 장·단구(長短句) 몇 편이 전한다.
영해(寧海)로 좌천되었을 때 바다에 떠있는 뗏목을 가져다가 무고(舞鼓)를 만들었는데, 오늘날 그 내용이 악부(樂府)에 전한다.

## 가족 관계
- 증조 - 이윤관(李允寬)[10] : 형부시랑(刑部侍郎)
  - 조부 - 이순(李順)[10] : 보승별장(保勝別將)
    - 아버지 - 이천(李仟)[11] : 응양군대장군(鷹揚軍大將軍)·지예부사(知禮部事)
    - 어머니 - 문하시랑평장사(門下侍郞平章事) 김기손(金起孫, ? ~ 1268년)의 딸[12]
      - 동복 형 - 이자원(李子源)[11] : 직문한서(直文翰署), 증(贈) 대사성(大司成), 이언충(李彦冲, 1273년 ~ 1338년)의 아버지
      - 이복 동생 - 이자화(李子華)[13] : 지밀직사사(知密直司事)·선부전서(選部典書), 이구직(李丘直, 1339년 ~ 1394년)의 증조
        - 질서(姪壻) - 백문우(白文佑) 전법좌랑(典法佐郞)[14]

      - 부인 - 미상
        - 아들 - 이언승(李彦昇) 대장군(大將軍)[15]
          - 손자 -이익(李翊) 보문각제학(寶文閣提學)[16]

        - 아들 - 이이(李異)[2][17] : 성균악정(成均樂正), 아들 없이 아버지 이혼보다 먼저 사망